# Polygonia c-album
La C-blanca (Polygonia c-album) es una especie de mariposa perteneciente a la familia Nymphalidae. Los bordes irregulares de sus alas son característicos del género Polygonia. Se la encuentra en el norte de África y en toda Europa desde Portugal a través de Asia hasta Japón. Sus alas son coloridas pero su lado inferior posee un patrón que se camufla cuando las alas se cierran una contra otra.

## Descripción
La C-blanca posee una envergadura de alas de 45 mm. La faz inferior de sus alas es de un color marrón, con una pequeña marca en forma de 'C' de color blanco. Sus alas poseen un borde irregular distintivo, aparentemente una forma críptica ya que la mariposa se asemeja a una hoja seca.
Debido a que estas mariposas hibernan como adultos, es posible verlas a lo largo de todo el año, pero el período de vuelo activo va desde abril hasta noviembre, dependiendo de la zona. Los adultos se alimentan con néctar, principalmente de cardos (Cirsium y Carduus spp.), pero también de zarzamora (Rubus fruticosus), hiedra (Hedera helix), centaurea (Centaurea spp.), y ligustrina (Ligustrum vulgare).
Las hembras ponen hasta 275 huevos verdes, que cambian a amarillo y finalmente a gris antes de eclosionar. Las orugas también son crípticas, son blancas y negras, asemejándose a la deposición de un ave. En el Reino Unido la larva se alimenta de lúpulo (Humulus lupulus), ortiga verde (Urtica dioica), olmo (Ulmus), y casis (Ribes nigrum); en otras zonas también se alimenta de sauce (Salix), Corylus avellana y abedul (Betula).
La especie sobrevive al invierno en su estadio adulto, y los adultos poseen dos formas. La forma que pasa el invierno antes de reproducirse tiene color oscuro en la superficie ventral de las alas, pareciendo una hoja seca, un camuflaje perfecto para el invierno. La mayoría de los descendientes presentan esta forma oscura. 
La forma que se desarrolla directamente a la madurez sexual (forma hutchinsoni) tiene alas de color más claro en la superficie inferior. Ambas formas pueden surgir de huevos depositados por la misma hembra, dependiendo principalmente del fotoperíodo de la larva,pero también influenciado por la planta hospedera, temperatura y sexo.

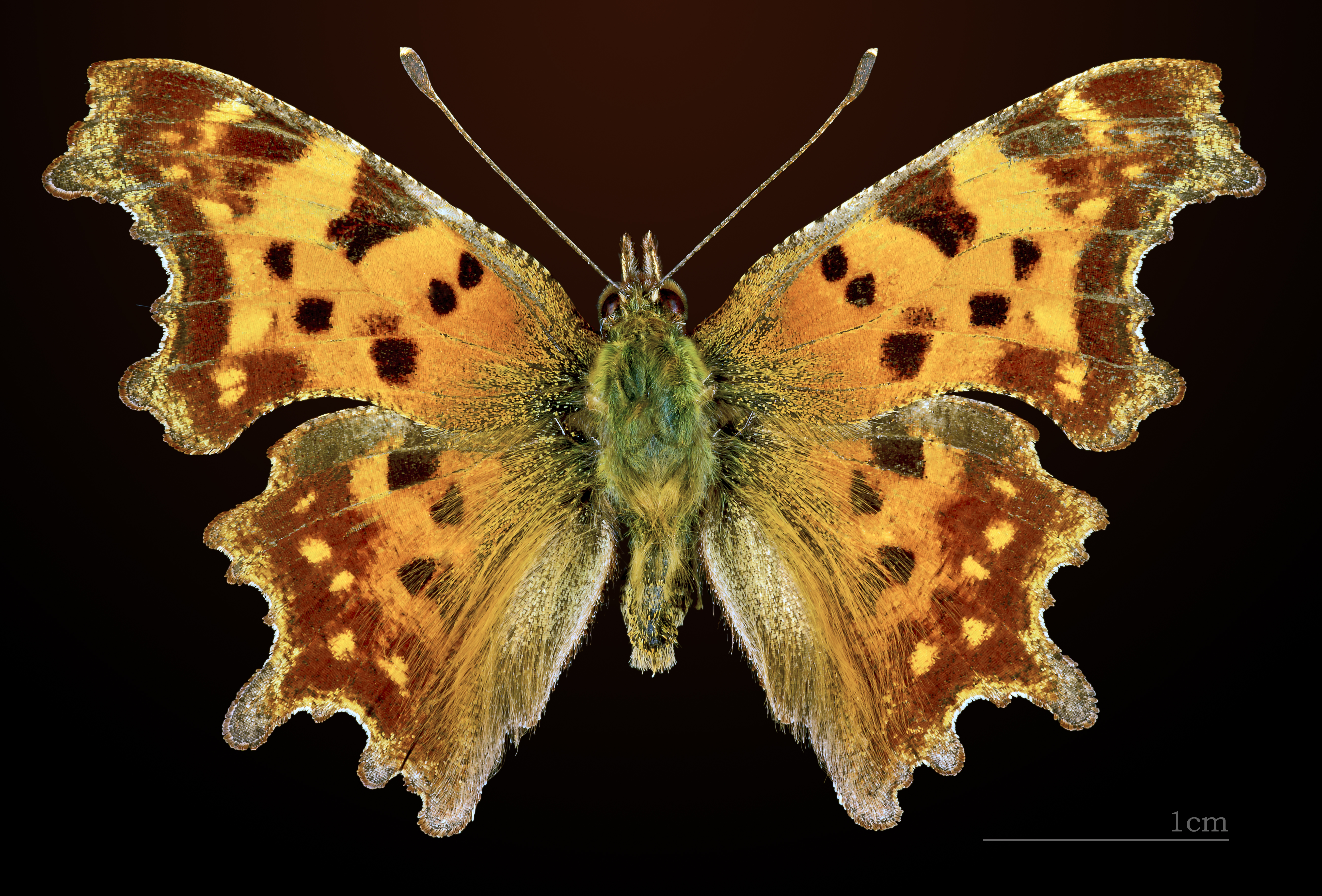
♂, vista dorsal
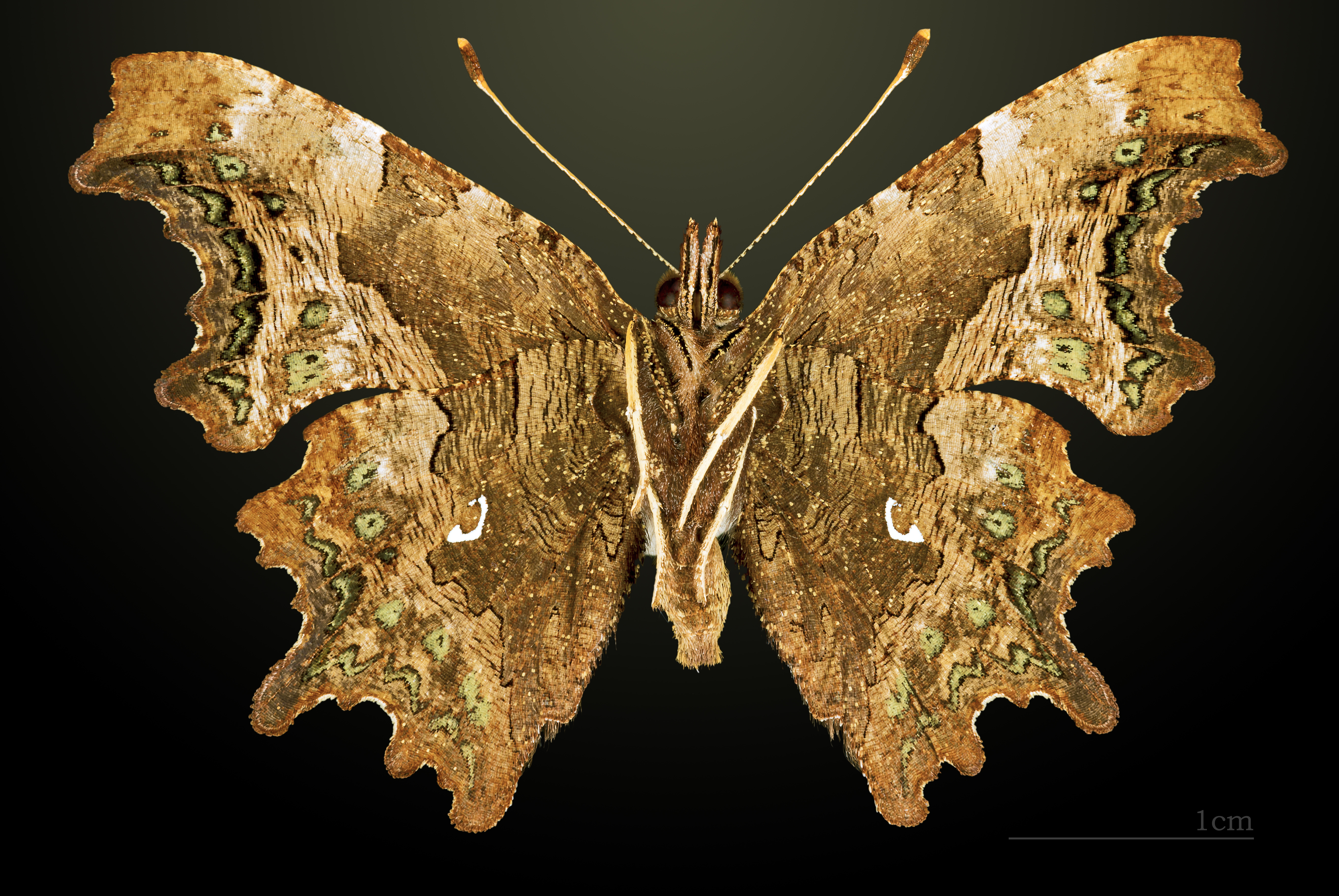
♂ △, vista ventral
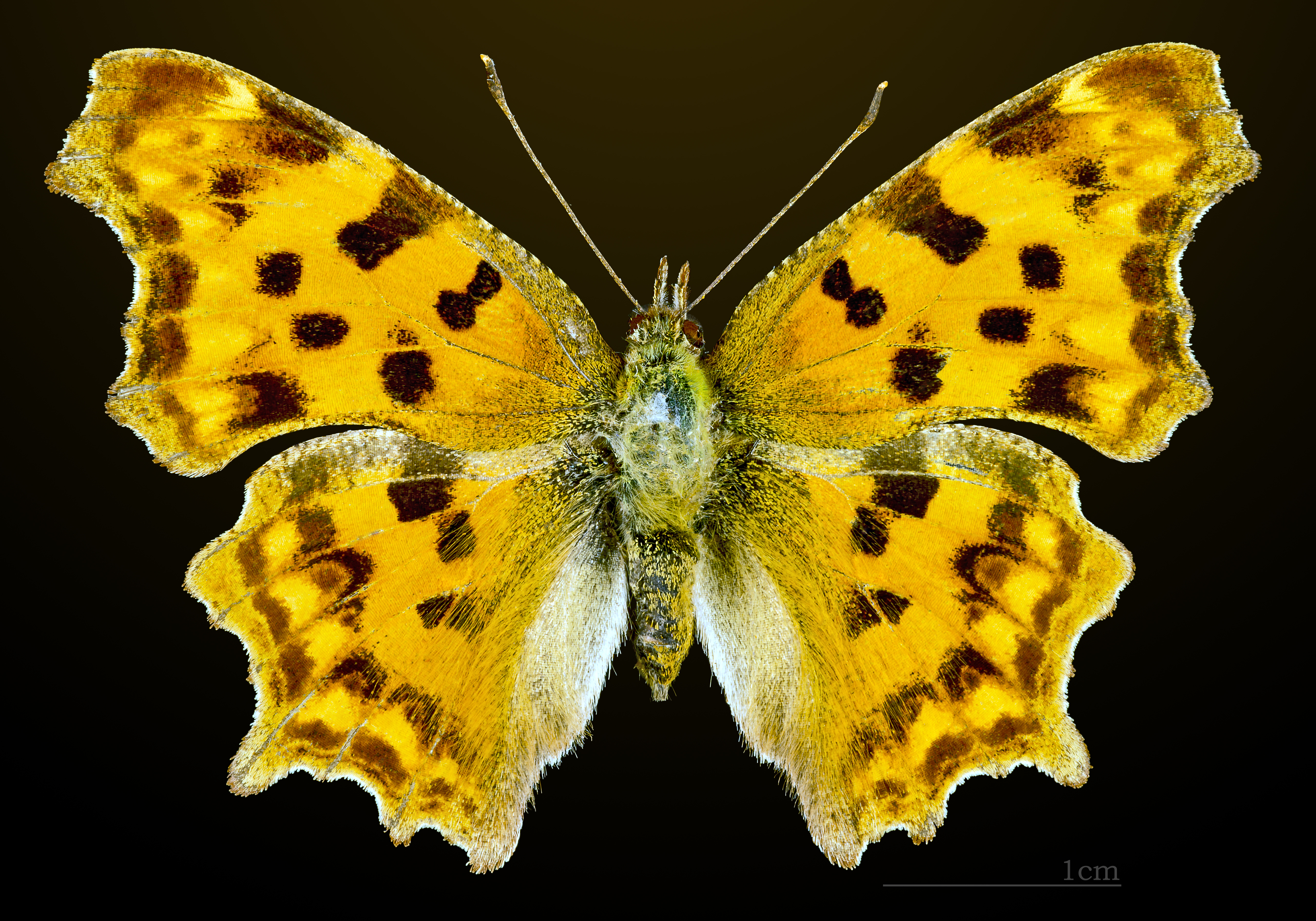
♀, vista dorsal
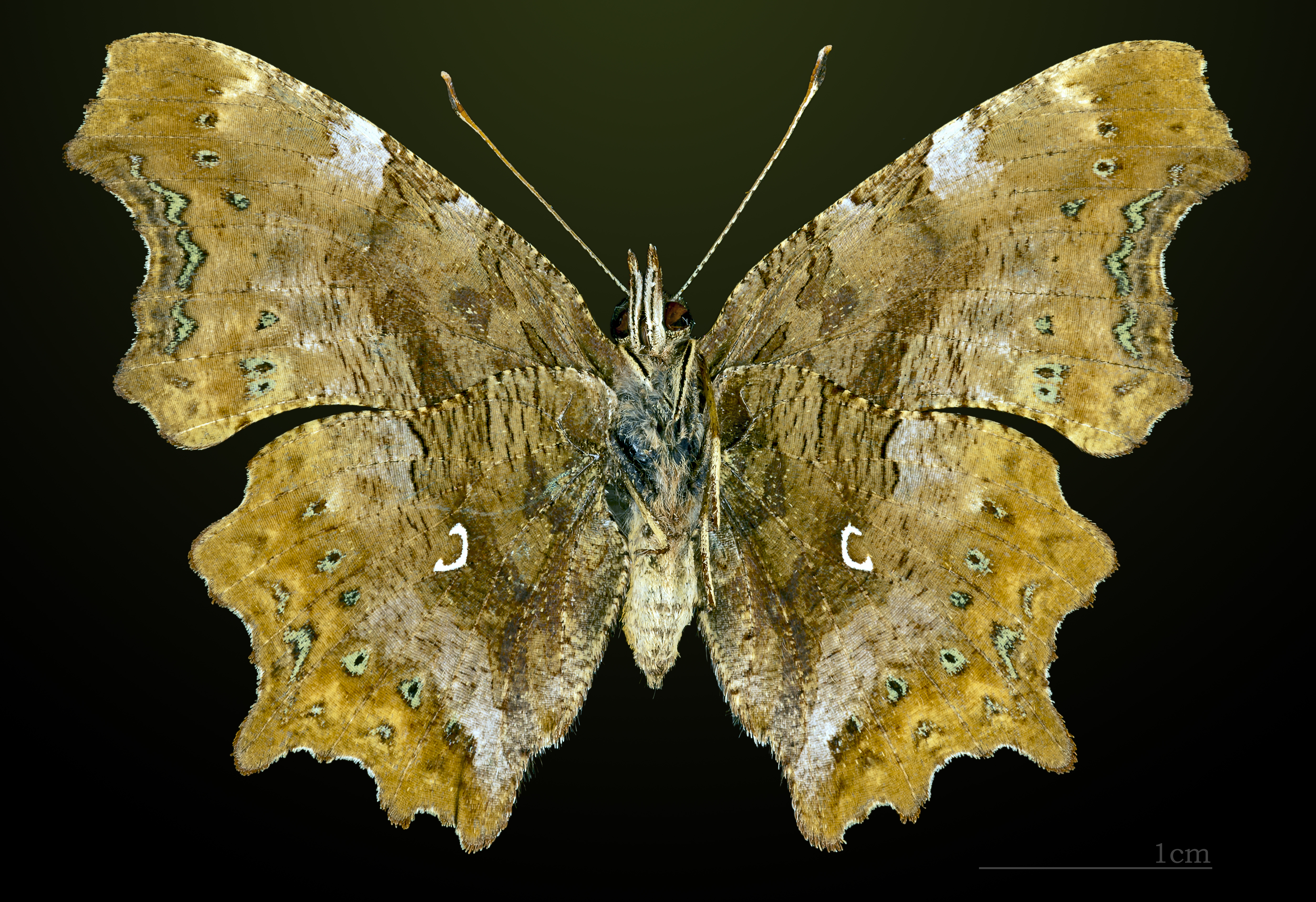
♀ △, vista ventral

## Subespecies
- P. c. c-album Europa
- P. c. imperfecta (Blachier, 1908) Norte de África
- P. c. extensa (Leech, [1892]) Oeste y zona central de China
- P. c. kultukensis Kleinschmidt, 1929 Transbaikalia
- P. c. hamigera (Butler, 1877) Ussuri (localidad del tipo Edo, Japón)
- P. c. koreana Bryk, 1946 Corea
- P. c. sachalinensis Matsumura, 1915 Sakhalin
- P. c. asakurai (Nakahara, 1920) Taiwán
- P. c. agnicula (Moore, 1872) Nepal[4]

## Distribución
Polygonia c-album se encuentra por toda Europa y la zona templada de Asia hasta Japón y por el sur hasta Marruecos. Existen especies similares en Estados Unidos y Canadá.

## Hábitat
Esta especie prefiere los bosques abiertos, claros boscosos, caminos campestres y jardines.

## Galería

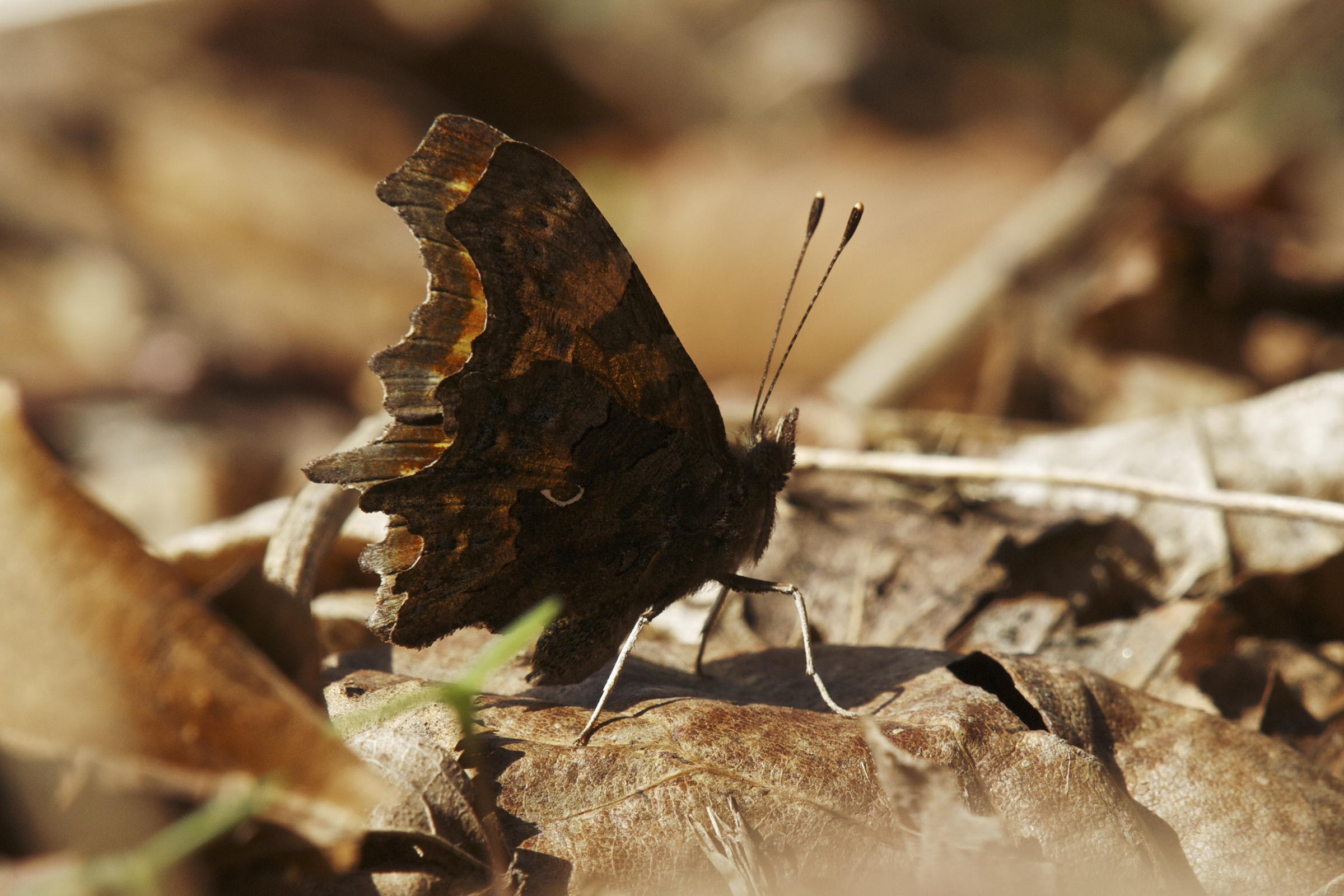
Inferior del ala donde se observa la marca en forma de C que le da su nombre
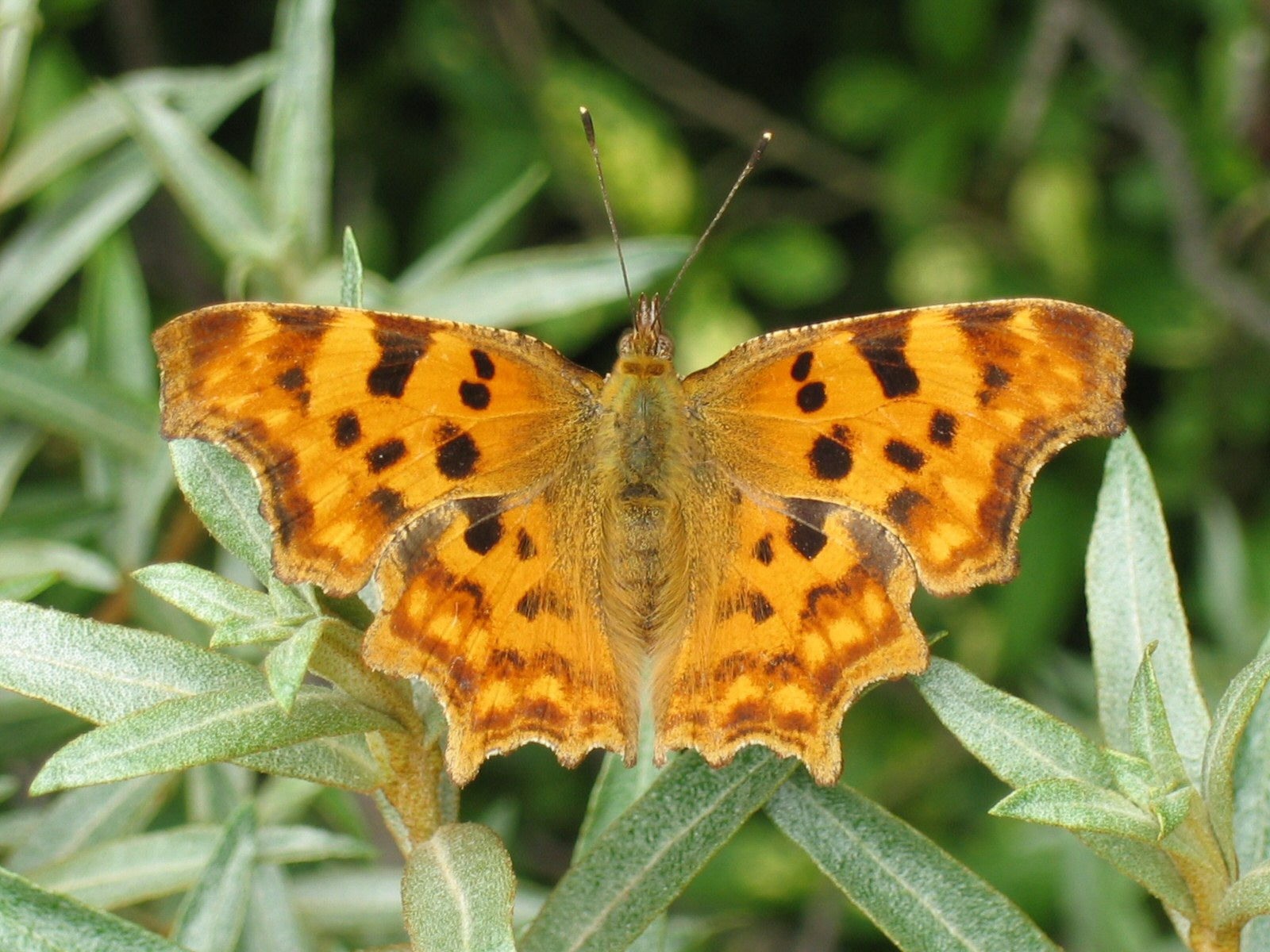
Mariposa C-blanca
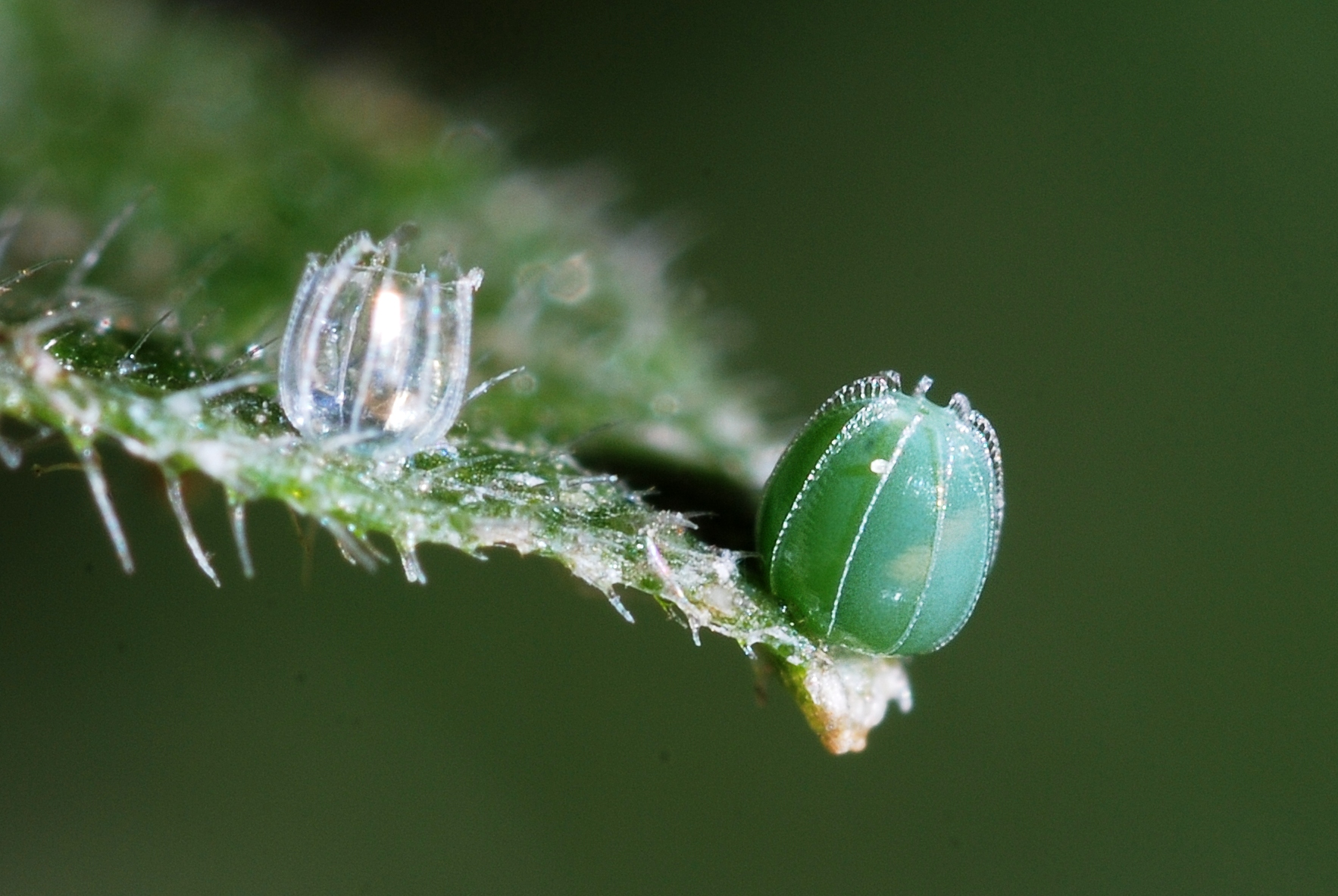
Huevo
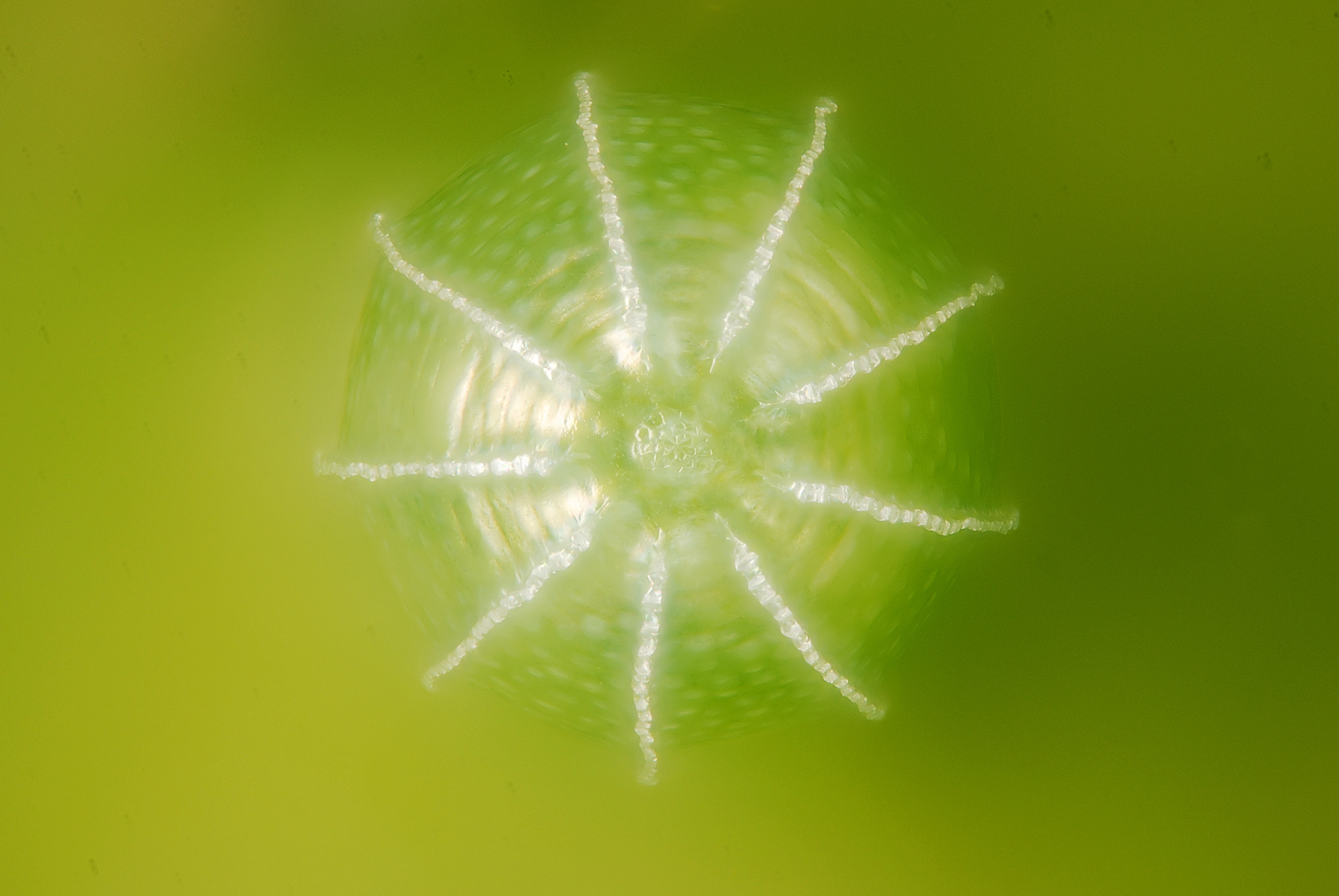
Detalle del huevo
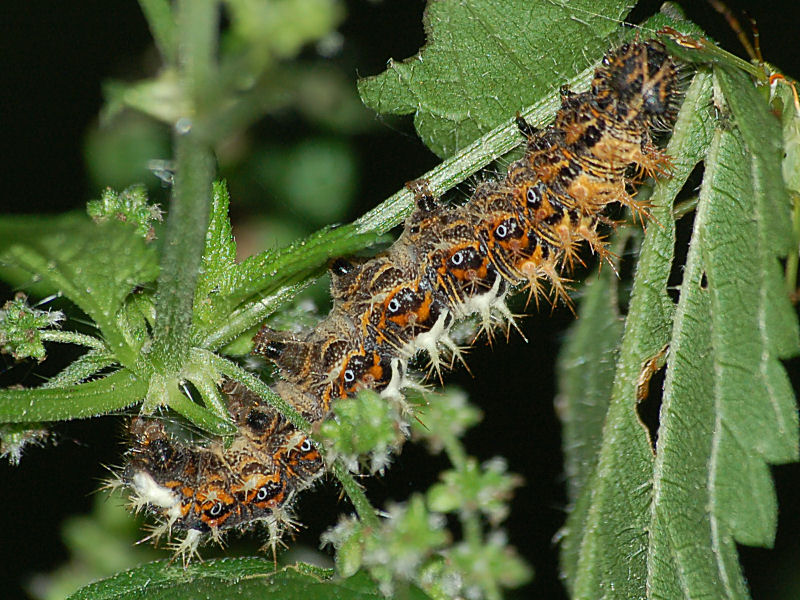
Larva
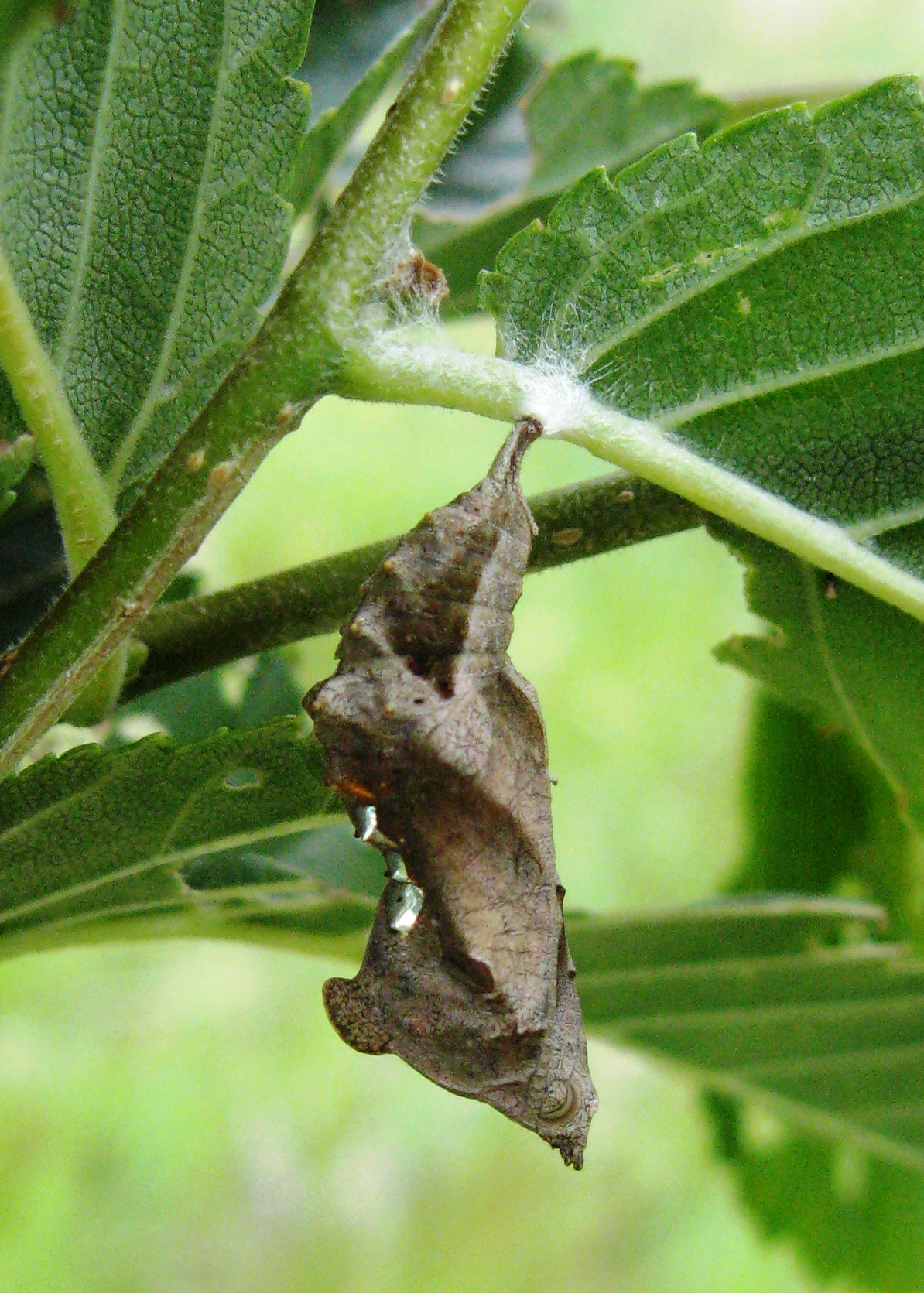
Pupa